# Serrigny-en-Bresse
Serrigny-en-Bresse é uma comuna francesa na região administrativa de Borgonha-Franco-Condado, no departamento Saône-et-Loire. Estende-se por uma área de 12,67 km². Em 2010 a comuna tinha 198 habitantes (densidade: 15,6 hab./km²).